# Distrofia muscular facioescapulohumeral
La distrofia muscular facioescapulohumeral es una enfermedad hereditaria que provoca debilidad muscular progresiva que afecta principalmente a los músculos de la cara, hombros y brazos. Es uno de los muchos tipos de distrofia muscular que existen y la tercera forma más común de miopatía hereditaria

## Historia

La Distrofia muscular facioescapulohumeral se transmite con un patrón autosómico dominante y en algunas ocasiones con un patrón autosómico recesivo

La primera descripción fue realizada en 1884 por los médicos franceses Louis Landouzy y Joseph Dejerine, los cuales en un artículo publicado en 1886, describían la naturaleza hereditaria del mal y mencionaban un caso en el que afectó a cuatro generaciones sucesivas. La definición moderna de la enfermedad no se realizó hasta 1952, tras el estudio de una familia de Utah con varios miembros afectados.

## Frecuencia
Se estima que se presenta un caso por cada 20 000 nacimientos, por lo que se incluye dentro de las enfermedades raras.

## Genética y herencia

Cromosoma 4 humano

Generalmente se hereda según un patrón autosómico dominante, en algunas ocasiones es de tipo autosómico recesivo o ligada al cromosoma X. Habitualmente, aunque no siempre, la anomalía genética está situada en la extremidad del brazo largo del cromosoma 4 humano (4q35), en esta localización se produce la reducción del número normal de repeticiones en la secuencia del ADN llamada D4Z4, en el sujeto normal esta secuencia se repite entre 19 y 96 veces, mientras que en un sujeto enfermo el número de repeticiones es menor y puede ser solamente de 1. A menor número de repeticiones, mayor gravedad de la afección.

## Síntomas
Los primeros síntomas aparecen a edad variable, entre los 3 y 50 años, consisten en dificultad para realizar movimientos con los músculos de la cara o próximos al hombro, por ejemplo silbar, sonreír, cerrar los ojos o levantar los brazos. Progresivamente el número de músculos afectados aumenta, provocando debilidad en las extremidades inferiores y los músculos abdominales. En general no se reduce la expectativa de vida.
La variabilidad en la sintomatología es muy alta. Existen formas leves que causan escasa incapacidad y presentaciones atípicas de inicio precoz que suponen el 4 % de los afectados, en las que existe deterioro de las capacidades mentales, afectación visual (retinopatía) y déficit de audición.